# Halictus nuristanicus
Halictus nuristanicus là một loài Hymenoptera trong họ Halictidae. Loài này được Pesenko mô tả khoa học năm 2005.